# Cassidy Rae
Cassidy Rae (Clermont, Flórida, 7 de junho de 1976) é uma atriz estadunidense, mais conhecida por seu trabalho nas séries de televisão Models, Inc. e Hyperion Bay, como Sarah Owens e Trudy Tucker, respectivamente.

## Biografia

### Vida pessoal
Cassidy Rae Joyce nasceu em Clermont, no estado da Flórida em 1976, onde passou toda a sua infância, ao lado de seus dois irmãos, Dustin e Cody, mas, durante o colegial, viveu em Orlando para ficar mais próxima de sua escola.
Durante a década de 1990, conheceu seu futuro marido, um estudante de medicina chamado Andrew Towns, que propôs casamento à jovem atriz durante a parada de ação de graças da Macy's, uma famosa loja de Nova Iorque. Atualmente, a atriz não participa mais de filmes e programas de televisão, para dar mais atenção à sua família.

### Carreira
Rae foi descoberta aos 14 anos por um agente de talentos na Flórida, que a levou para o mundo da moda e alguns comerciais de televisão. Em 1992, Cassidy foi convidada para participar da notória série de televisão da Nickelodeon, Clarissa Explains It All como Elise Quackenbush, no entanto, sua carreira só começou de verdade quando ela se mudou para Los Angeles em 1993, para, de fato, se concentrar na sua atuação. Pouco depois, ela foi uma atriz convidada em um episódio de Angel Falls e co-estrela da série de televisão Models, Inc., ao lado de Teresa Hill e Carrie-Anne Moss. Após o término do seriado, Cassidy fez várias participações especiais e conseguiu entrar no elenco de Hyperion Bay, que estreou em 1998, e assim como Models, Inc., foi cancelado depois de uma única temporada.

## Filmografia

### Televisão
- 2000 Zoe, Duncan, Jack & Jane como Ellen
- 2000 Rude Awakening como Heidi
- 2000 Just Shoot Me! como Kaylene
- 2000 Brutally Normal como Kate Miller
- 1999 Hyperion Bay como Trudy Tucke
- 1997 Coroada e Perigosa como Shauna Langley
- 1996 The Single Guy como Nikki Gordon
- 1996 Olhos que mentem como Amy Miller
- 1995 Models, Inc. como Sarah Owens
- 1994 Melrose Place como Sarah Owens
- 1994 The Byrds of Paradise como Math Tutor
- 1993 Days of Our Lives como Karen Foster
- 1993 Angel Falls como Molly Harrison
- 1992 Clarissa Explains It All como Elise Quackenbush

### Cinema
- 2001 Extreme Days como Jessie Jacobs
- 1995 Evolver como Jamie Saunders